# Won Chul Yoo
Yoo Won-chul (Corea del Sur, 20 de julio de 1984) es un gimnasta artístico surcoreano, especialista en la prueba de barras paralelas, con la que ha conseguido ser subcampeón olímpico en 2008 y subcampeón mundial en 2006.

## Carrera deportiva
En el Mundial celebrado en Aarhus (Dinamarca) en 2006 consiguió la plata en la prueba de paralelas, tras el chino Yang Wei y empatado a puntos con el japonés Hiroyuki Tomita.
En los JJ. OO. de Pekín 2008 gana de nuevo la plata en barras paralelas, esta vez tras el chino Li Xiaopeng y por delante del uzbeko Anton Fokin.